# Абдуллаев, Агабала Мамедбагир оглы
Агабала Мамедбагир оглы Абдуллаев (азерб. Ağabala Məmmədbağır oğlu Abdullayev ) — азербайджанский певец-ханенде, исполнитель мугама.

## Биография
Агабала Абдуллаев родился в 1910 году в селе Чарали Зангезурского уезда (ныне — в Губадлинском районе Азербайджана). В 12 лет он поступил в первый класс сельской школы молодежи в Гарьягине.
В 1927 году Бюльбюль, Исмаил Элоглу и Муршуд Хашымлы услышали голос Агабалы Абдуллаева и пригласили на прослушивание. Абдуллаев начал участвовать в творческих кружках, выступать в эпизодических ролях в хорах и спектаклях.
Агабала Абдуллаев изучал мугам под началом Сеида Шушинского.
В день начала Великой Отечественной войны коллектив, членом которого был Агабала, давал гастрольные спектакли в Кафане.
Услышав новость о войне, коллектив вынужден был вернуться в Гарьягин. Большая часть коллектива была мобилизована в армию. Агабала и его друг Дж. Джафаров часто давали концерты перед призывниками. Поскольку режиссёр театра ушел на войну, в коллектив отправили режиссёра Джалила Багдадбекова из Баку. За небольшой промежуток времени были подготовлены несколько спектаклей, посвященных войне. Агабала был помощником режиссёра в этих произведениях.
Скончался певец 10 октября 1976 года. Похоронен в городе Физули. В результате Первой карабахской войны, город перешёл под контроль армянских сил, а надгробный памятник Абдуллаеву в виде бюста был разбит.

## Творчество
В театральном клубе Гарягин Агабала создал различные сценические образы. Среди этих образов особенно примечательна роль отца Керема в опере «Асли и Керем».
В 1933—1937 годах А.Абдуллаев умело исполнял роли отца Меджнуна в «Лейли и Меджнуне», Гариба в опере «Ашуг-Гариб», Сулеймана в «Аршин мал алан». После открытия в 1938 году Гарягинского театра Абдуллаев также работал в составе этого театра в Баку, Имишли, Агджабеди, Джебраиле, Зангелане и др.
27 сентября 1953 года А.Абдуллаев выступил в Баку с концертной программой в Азербайджанской Государственной академической филармонии имени Муслима Магомаева. После концерта Самед Вургун и Сулейман Рустам посоветовали Агабале остаться в Баку однако ханенде не согласился.
Абдуллаев внес большой вклад в развитие таких известных ханенде как Ислам Рзаев, Сулейман Абдуллаев, Теймур Мустафаев, Муршуд Мамедов, Т.Мусаева, Я.Алиева и других.
Агабала Абдуллаев в разное время записал на ленту мугамы «раст», «Сегах-Забул», ритмические мугамы «Аразбары», «Карабах шикастаси», песни «Шамама», «Гюльоглан», «Гачаг Наби».